# Paco Paco

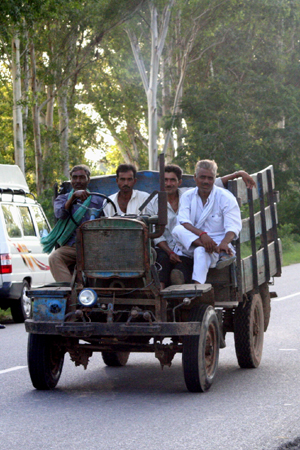
Paco Paco

Ein Paco Paco ist ein Landfahrzeug für den Individualverkehr, dessen erste Exemplare im Westen Brasiliens gebaut wurden, sich jedoch mittlerweile auch anderswo bewährt haben und beispielsweise auch in Indien Abnehmer für verschiedene Zwecke finden. Die Bezeichnung Paco Paco entstammt dem knatternden Motorengeräusch.
Paco Pacos findet man besonders in Mato Grosso und Rondônia. Einige Kfz-Mechaniker verdienen dort ihren Lebensunterhalt damit. Die Motoren stammen überwiegend von Pumpenanlagen, die zuvor bei der Goldsuche eingesetzt worden waren.
Eine Zulassung von Fahrzeugen zum Straßenverkehr besitzen die robusten Eigenbauten nicht, erfreuen sich aber dennoch aufgrund ihrer vielfältigen Einsatzmöglichkeiten und der niedrigen Preise großer Beliebtheit. Die Besitzer nutzen Paco Pacos vor allem zum Transport von Waren. Sogar Rennveranstaltungen fanden bereits statt.
Jedes Exemplar dieser gewissermaßen geländetauglichen Fahrzeuge ist einzigartig, ähnlich wie bei den Seifenkistenfahrzeugen. Die Reparatur gestaltet sich meist relativ einfach. Auf das Aussehen wird, anders als bei den philippinischen Jeepneys, kaum geachtet. Dafür erreichen einige der Paco Pacos deutlich mehr als 100, viele jedoch nur um die 40 km/h.
Die Zukunft der Paco Pacos ist ungewiss, da bereits in der Stadt Peixoto de Azevedo ein Fahrverbot herrscht.
Auch in Europa sind derartige Fahrzeuge bekannt, etwa als Eigenbautraktoren. Oft wurden diese Fahrzeuge auf dem Gebiet der ehemaligen DDR als Benzinkühe bezeichnet. Dabei handelte es sich sehr oft um dreirädrige Sitzkarren mit z. T. sogar hydraulisch kippbarer Ladefläche. Derartige Fahrzeuge resultieren aus der Notwendigkeit, Dinge zu transportieren, einer oftmals schwierigen Ausgangslage (bspw. nach einem Krieg) und der oftmals damit zusammenhängenden äußerst komplizierten Versorgungslage mit derartigen Fahrzeugen. Sehr oft basieren diese Fahrzeuge sogar auf alten Fahrgestellen anderer Fahrzeuge, denen aus Mangel an Originalersatzteilen, andere, zumeist Stationärmotoren adaptiert und Karosserieteile einfach abgenommen wurden. Es wurden und werden auch weiterhin völlig andere Grundfahrzeuge nach Erreichen ihres Lebensalters umgebaut und einer solchen Zweitnutzung in Eigeninitiative zugeführt, auch wenn dieser Trend bei ausreichender Verfügbarkeit geeigneterer Fahrzeuge deutlich rückläufig ist.